# John Peckham
John Peckham (Lewes, 1240 circa – Canterbury, 8 dicembre 1292) è stato un arcivescovo cattolico, filosofo e teologo inglese.

## Biografia
Fu discepolo di Adamo di Marsh a Oxford, ma completò i suoi studi alla facoltà delle arti e poi nella facoltà di teologia dell'Università di Parigi, dove fu allievo di Bonaventura da Bagnoregio. Divenuto frate francescano dell'ordine dei frati minori nel 1250-1255, otterrà l'incarico di maestro reggente nello Studium di Parigi. Nel 1272 insegnò teologia di nuovo ad Oxford, dove ebbe come discepolo Ruggero Marston. Fu provinciale dei francescani d'Inghilterra nel 1276.
Nel 1279 papa Niccolò III lo nominò arcivescovo di Canterbury, dove svolse un'energica azione pastorale per la moralizzazione del clero e l'indipendenza delle istituzioni ecclesiastiche da ingerenze politiche. Fu coinvolto anche nelle dure polemiche che contrapposero, nelle facoltà teologiche, i maestri secolari e i frati mendicanti. Come arcivescovo contrastò le innovative opinioni antropologiche che si andavano affermando tra i domenicani seguaci di Tommaso d'Aquino.
Sul piano dottrinale Peckham è un seguace delle dottrine bonaventuriane: egli si schiera così a favore dell'ileformismo anche in rapporto alla struttura delle creature spirituali, e ammette la pluralità delle forme in un composto e la presenza di una speciale illuminazione divina dell'intelletto umano.
Ebbe interessi avanzati nelle discipline scientifiche e matematiche, in particolare nella fisica, lasciando un'opera fondamentale, Perspectiva communis. Documento della sua vita sono le lettere raccolte nel Registrum epistolarum fr. Iohannis Pecham (edito a Londra nel 1882-1885).

## Genealogia episcopale e successione apostolica
La genealogia episcopale è:
- Papa Niccolò III
- Arcivescovo John Peckham, O.F.M.

La successione apostolica è:
- Arcivescovo John de Derlington, O.P. (1279)
- Vescovo Oliver Sutton (1280)
- Vescovo Richard Gravesend (1280)
- Vescovo Thomas Bek (1280)
- Vescovo Richard Swinefield (1283)
- Vescovo Thomas Ingoldsthorpe (1283)
- Vescovo Walter Scammel (1284)
- Vescovo John Kirkby (1286)
- Vescovo Henry Brandeston (1287)
- Vescovo Gilbert of Saint Leofard (1288)
- Vescovo Ralph Walpole (1289)
- Vescovo William de la Corner (1289)
- Vescovo William of Louth (1290)
- Vescovo Thomas Wouldham, O.S.B. (1292)
- Vescovo Thomas Bitton (1292)
- Vescovo Nicholas Longespee (1292)

## Opere

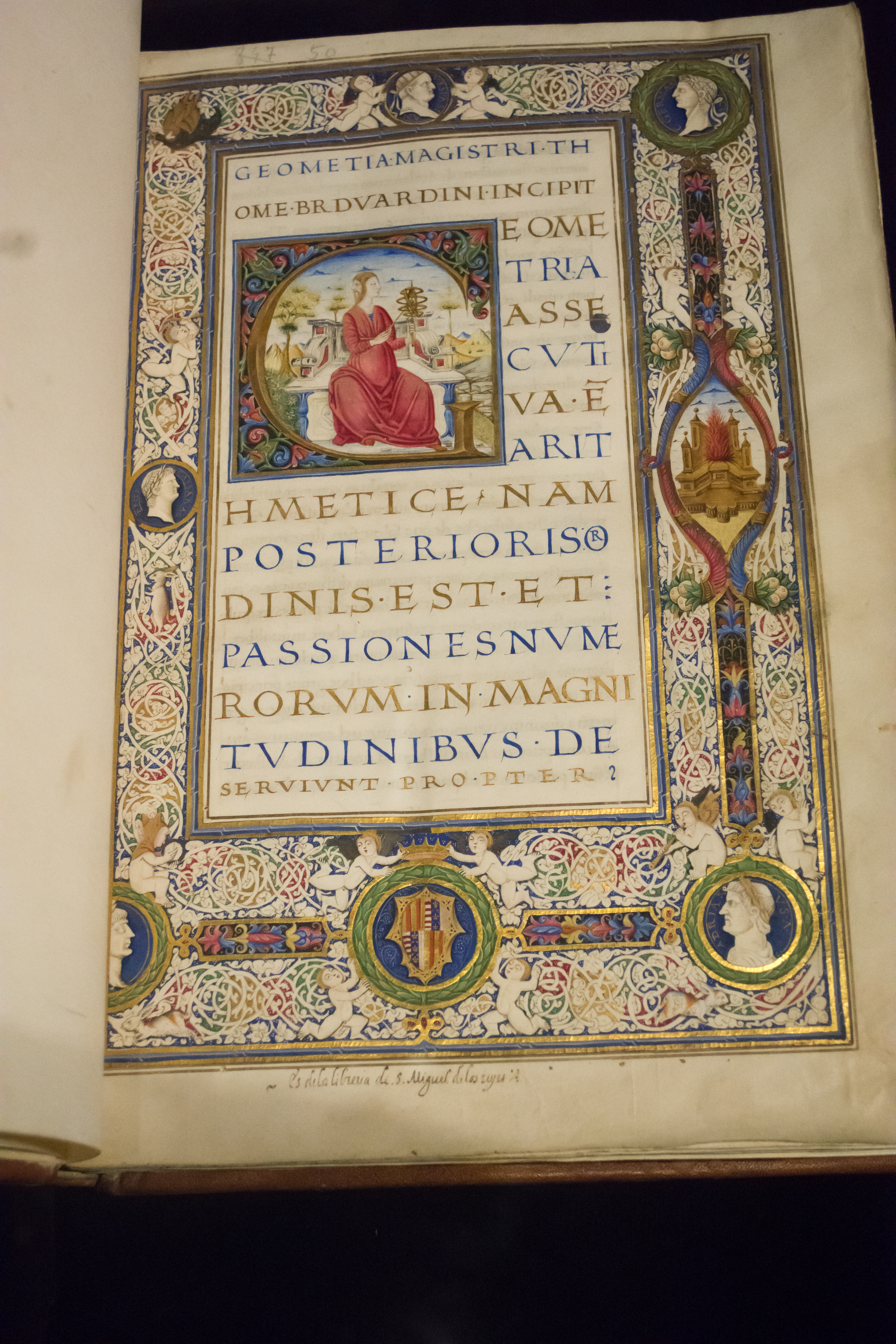
Codice in latino con le opere di Thomas Bradwardine, Geometria speculativa e Johannes Peckham, Perspectiva communis, illustrato dal atelier di Cola Rapino (1495).

- (LA) Perspectiva, Paris, Gilles Gourbin, 1556.
- Perspectiva, Venezia, eredi Giovanni Varisco, 1593.
- Collectarium Bibliae
- Registrum epistolarum
- Tractatus de pauperitate
- Summa de esse et essentia
- Quaestiones disputatae
- Quodlibeta
- Tractatus contra Kilwardby
- Tractatus de anima
- Canticum pauperis
- De aeternitate mundi
- Defensio fratrum mendicantium
- De oculo morali